# Dolní Babákov
Dolní Babákov (německy Nieder Babakow) je malá vesnice, část městyse Včelákov v okrese Chrudim. Nachází se asi 1,5 km na jihovýchod od Včelákova. V roce 2009 zde bylo evidováno 38 adres. V roce 2001 zde trvale žilo 59 obyvatel.
Dolní Babákov leží v katastrálním území Babákov o rozloze 4,93 km2.

## Galerie

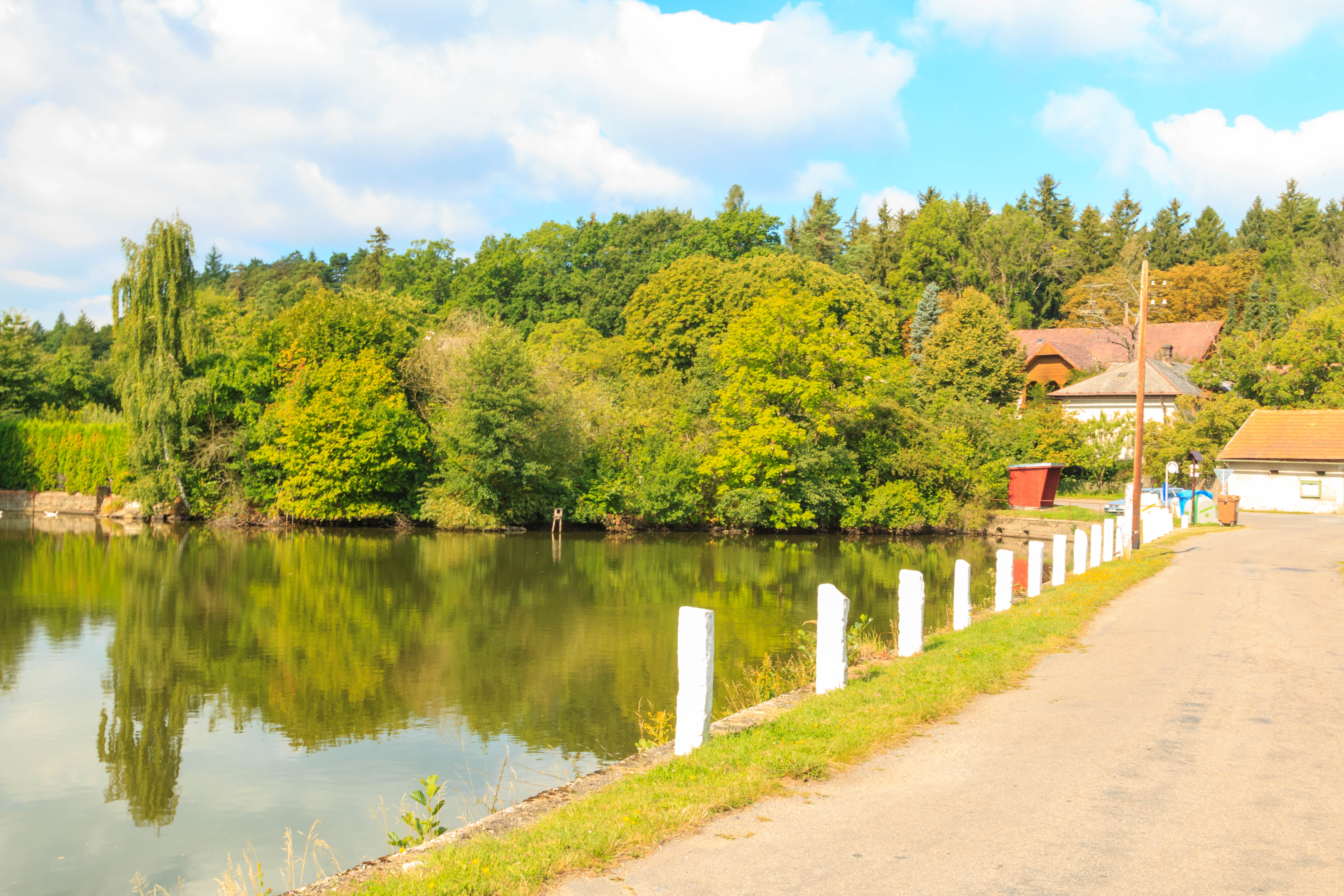
Dolní Babákov – rybník
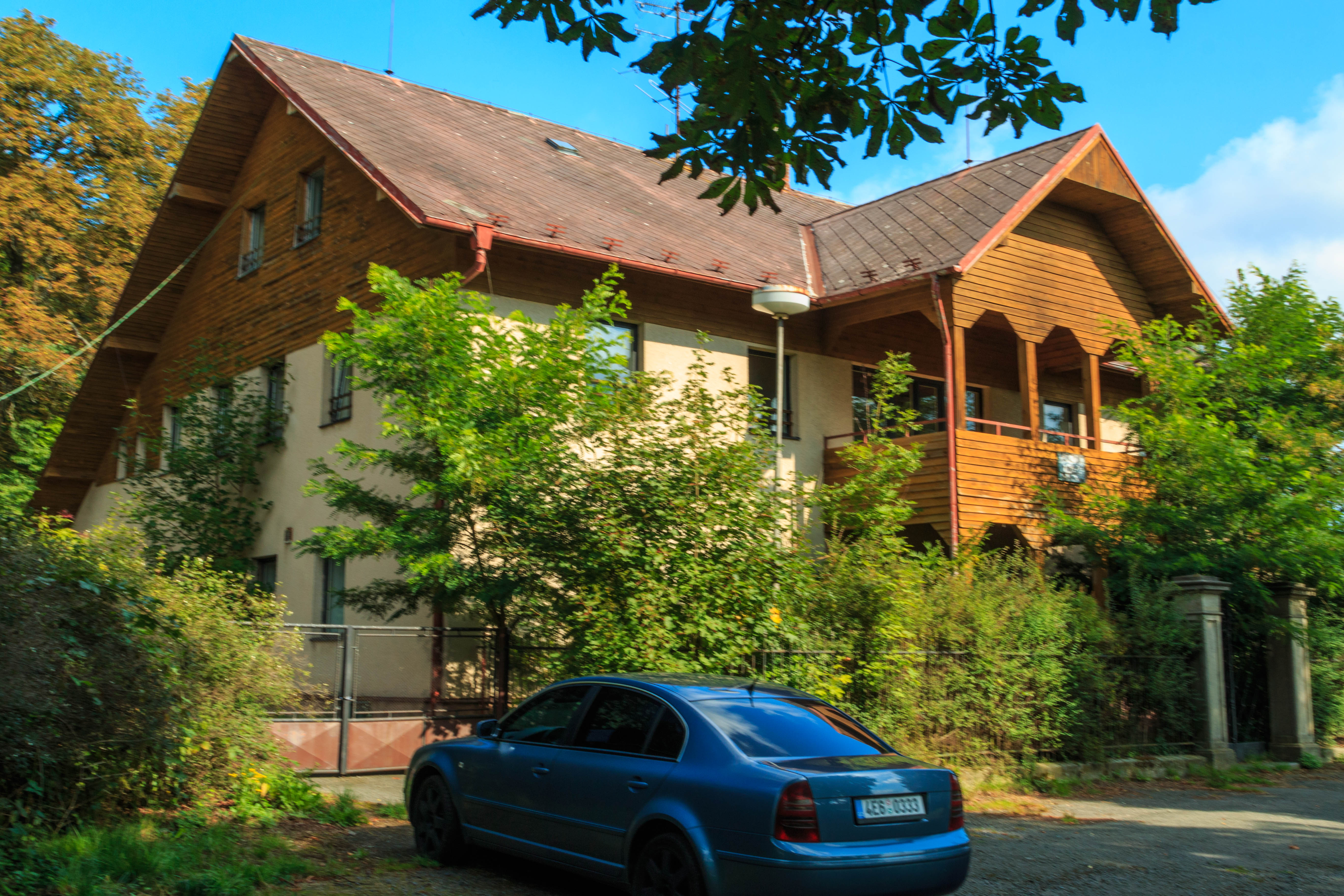
Dolní Babákov – čp. 18
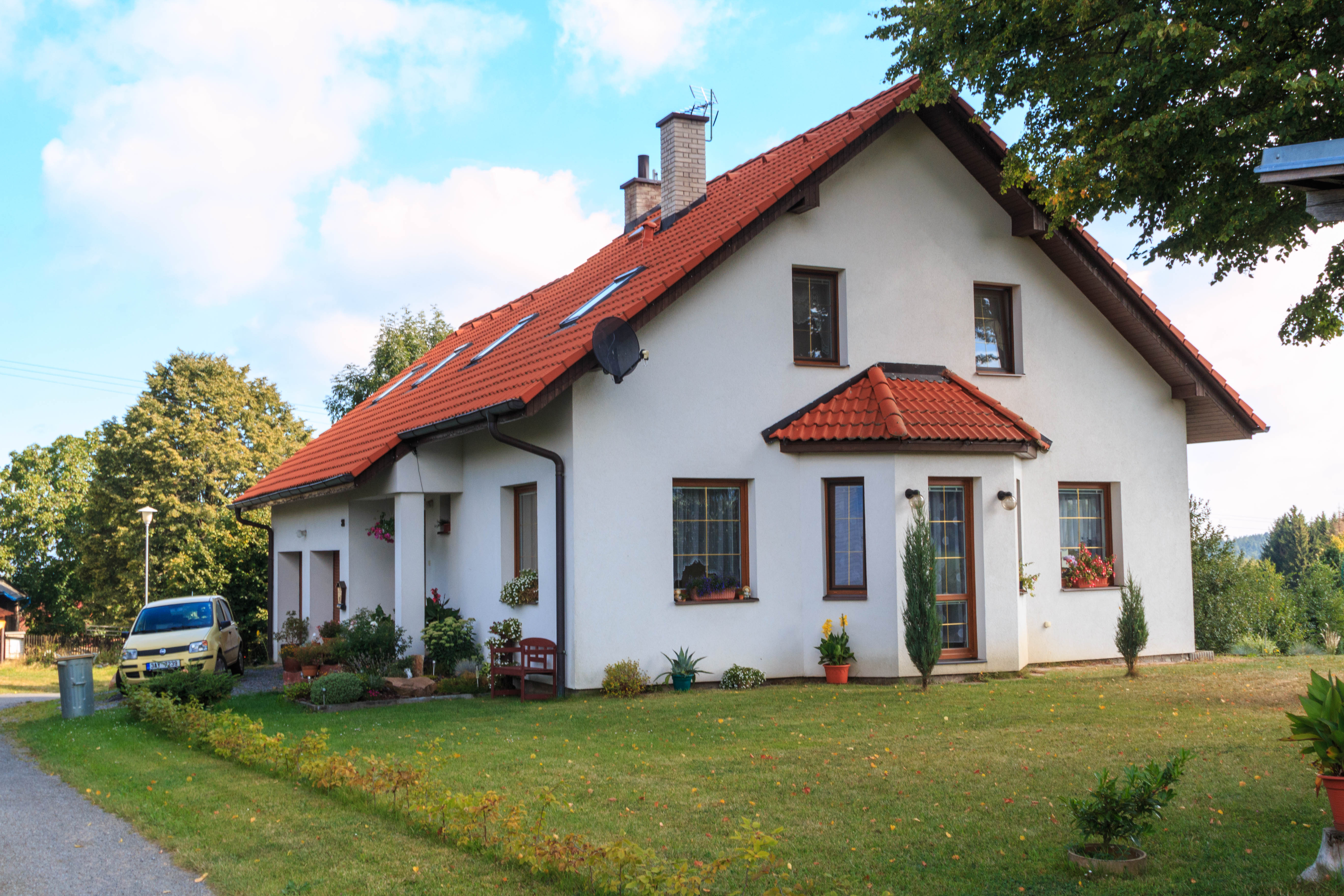
Dolní Babákov – čp. 38
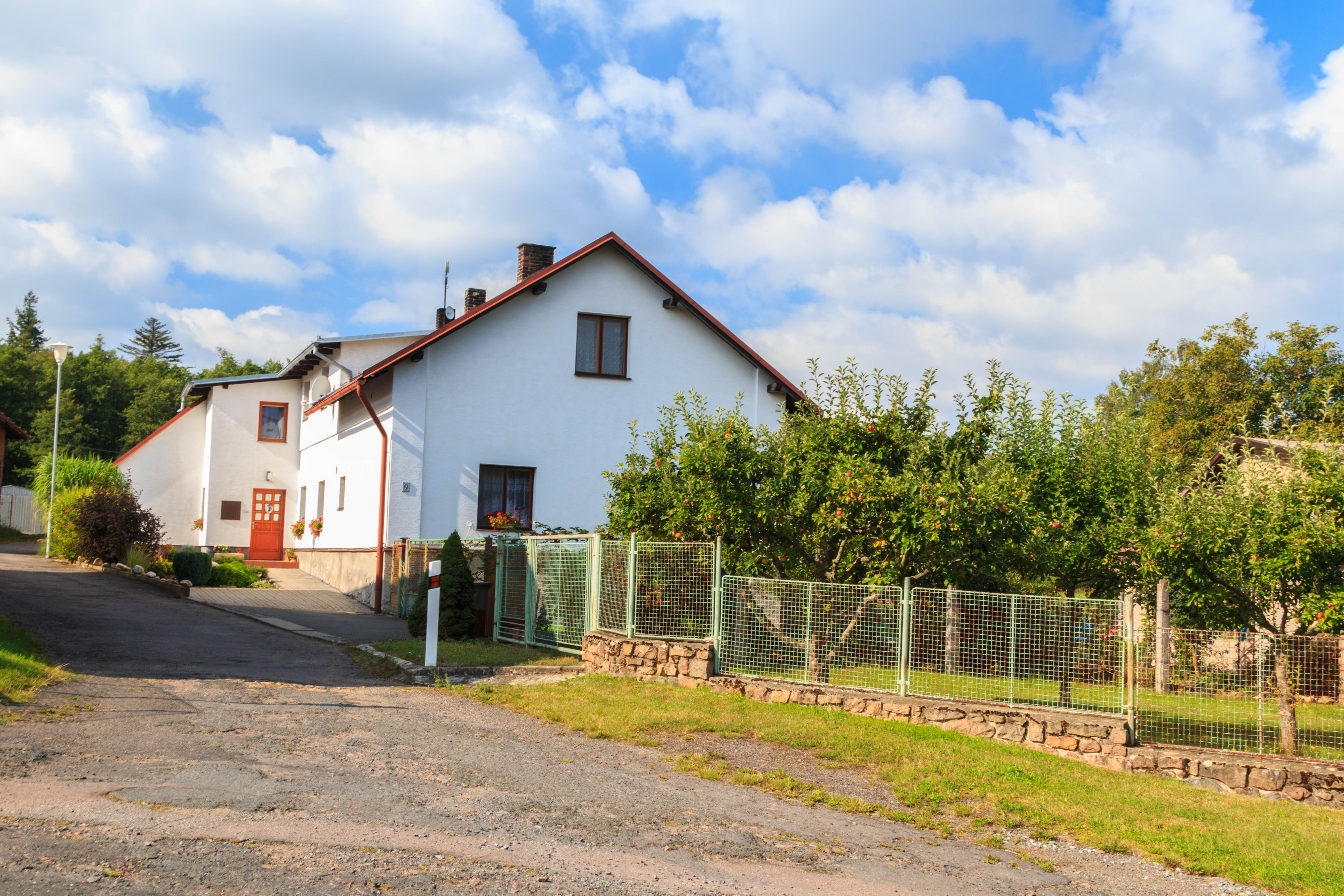
Dolní Babákov – čp. 9